# Военная гидротехника
Военная гидротехника — прикладной подраздел гидротехники, который занимается созданием научно-методической базы для проведения технических мероприятий на воде в интересах повышения обороноспособности страны и/или обеспечения боевых действий вооружённых сил. Основными задачами военной гидротехники являются:
- организация водных заграждений при помощи гидротехнических сооружений (пассивным или активным затоплением местности[2], созданием волн попуска и т.п.)[1]
- приспособлением гидротехнических объектов гражданского назначения для использования в военных целях[2],
- обеспечение пунктов высадки морских десантов причальным фронтом[1],
- приспособление водных путей для действий военно-речных флотилий, транспортировки войск и их эвакуации, перевозки военных грузов, устройство мест стоянок, ремонта погрузки и разгрузки военно-речных судов[2],
- обеспечение военно-морских баз плавучими и стационарными причалами, сооружениями для ремонта судов, защитными сооружениями акватории от действия течений и волн[1],
- оборудование островных гидротехнических сооружений (на отмелях, банках и т.п.) под пункты снабжения и обеспечения кораблей[1],
- подбор и устройство акваторий для базирования сил гидроавиации[2],
- постройка подземных и надземных гидротехнических сооружений для защиты сил флота от различных средств поражения противника[1],
- осушение позиций и мест расположения объектов военного назначения, борьба с оползнями и разрушениями, вызванными действиями воды, борьба с грунтовыми водами[2],
- решение задач обеспечения войск водой[2].

В рамках военной гидротехники изучаются методы расчёта прочности и устойчивости, оценки статических и динамических нагрузок, а также — принципы конструирования и технологические особенности гидротехнических сооружений различного назначения.